# Symphurus ommaspilus
 Symphurus ommaspilus és un peix teleosti de la família dels cinoglòssids i de l'ordre dels pleuronectiformes que viu a les costes insulars del Carib.